# Mordechai Zipori

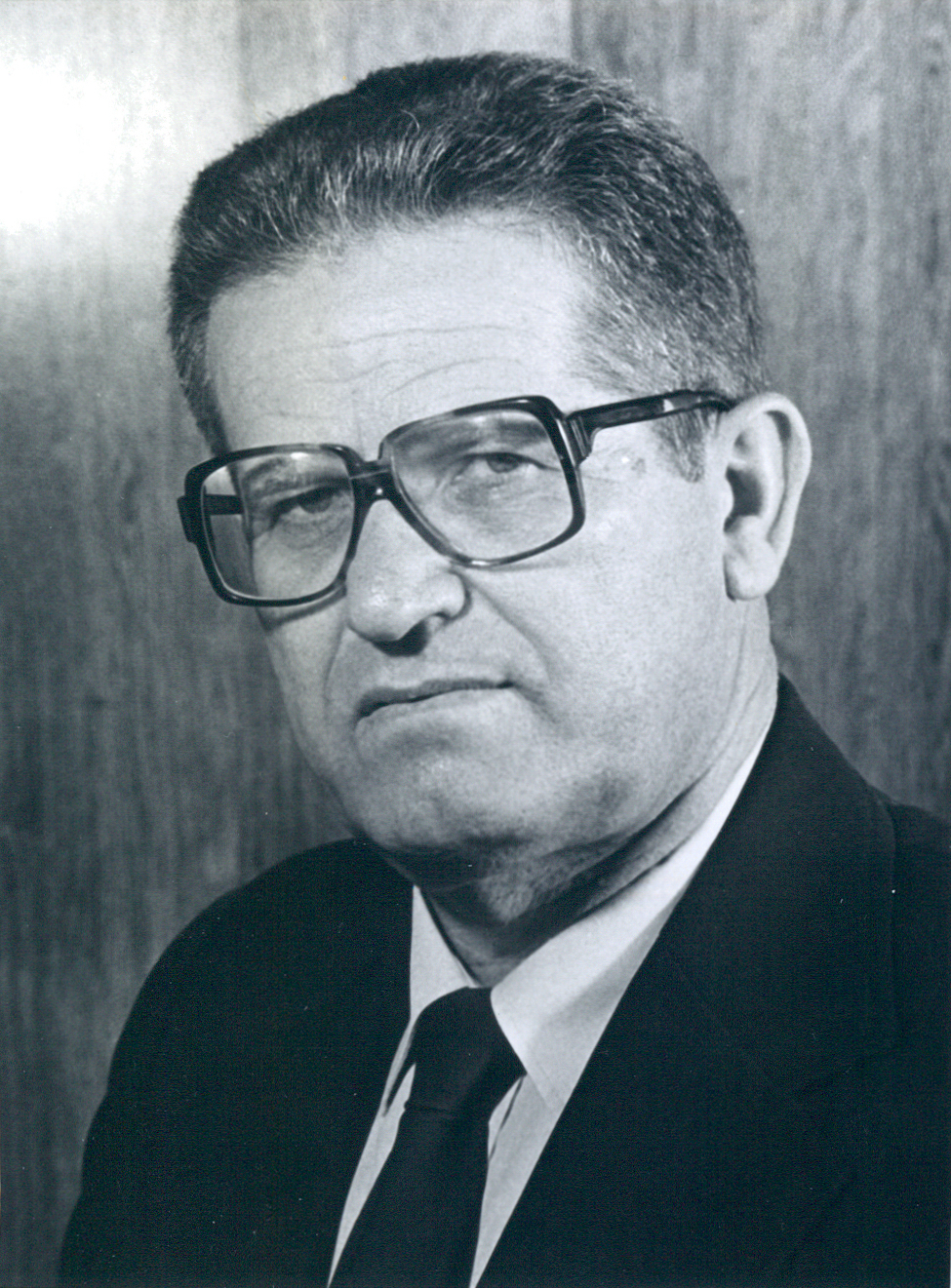
Mordechai Zipori

Mordechai Zipori (hebräisch מרדכי צפורי, eigentlich Mordechai Hankovitsch-Hendin, hebräisch מרדכי הנקוביץ`-הנדין; * 15. September 1924 in Petah Tikva, Völkerbundsmandat für Palästina; † 29. Mai 2017 in Tel HaShomer, Ramat Gan, Israel) war ein israelischer General und Politiker.

## Leben
Mordechai Zipori besuchte in Petah Tikva eine Religionsschule. Ab 1939 war er Mitglied der zionistischen Untergrundorganisation Irgun, und 1945 wurde er deshalb von den Briten inhaftiert und von Palästina nach Eritrea, Kenia und in den Sudan verbracht. Obwohl er es schaffte, aus einem Gefangenenlager in Eritrea zu entkommen, wurde er erneut gefasst und war bis 1948 inhaftiert. Nach der Gründung des Staates Israel wurde er Berufssoldat und diente von 1948 bis 1976 in den Israelischen Verteidigungsstreitkräften. Während seiner Armeezeit begann er an einer Militärhochschule zu studieren. Nach seinem dortigen Abschluss 1959 studierte er an der Universität Tel Aviv. Sein letzter Dienstgrad war Brigadegeneral (Tat-Aluf).
Zipori war von 1977 bis 1984 Knessetabgeordneter des Likud. Er war er stellvertretender Verteidigungsminister sowohl in der 18. als auch in der 19. Regierung vom 28. Juni 1977 bis 10. Oktober 1983. Am 17. September 1982 wurde er vom Journalisten Zeʾev Schiff über das sich entfaltende Massaker von Sabra und Schatila informiert und alarmierte darauf seinerseits umgehend Jitzchak Schamir, dieser unternahm jedoch nichts, um das Töten durch die Verbündeten zu beenden. Mordechai Zipori in der 19. und 20. Regierung vom 5. August 1981 bis zum 13. September 1984 Kommunikationsminister.
Er starb am 29. Mai 2017 im Alter von 92 Jahren im Sheba Medical Center in Tel HaShomer, Ramat Gan.